# Dunasziget
Dunasziget (em croata: Širpienja, Sigete) é um município da Hungria, situado no condado de Győr-Moson-Sopron. Tem 35,89 km² de área e sua população em 2015 foi estimada em 1.603 habitantes.